# Ølstykke Herred
Ølstykke Herred var et herred i Frederiksborg Amt og bestod geografisk af den daværende Stenløse Kommune (i dag en del af Egedal Kommune) samt Farum Sogn (som i dag ligger i Furesø Kommune), Ølstykke Sogn (som i dag ligger i Egedal Kommune) og Snostrup Sogn (som i dag ligger i Frederikssund Kommune).

## Grænser
Herredet omgives mod nord og nordøst af Lynge-Frederiksborg Herred og Lynge-Kronborg Herred, mod sydøst og syd af det tidligere Københavns Amt (Smørum Herred og Sømme Herred), fra hvilket sidste det skilles ved Værebro Å, og mod vest af Roskilde Fjord.
Hele arealet er 114,15 km2.

## Sogne
I herredet ligger følgende sogne:
- Farum Sogn
- Stenløse Sogn
- Slagslunde Sogn
- Veksø Sogn
- Ganløse Sogn
- Snostrup Sogn
- Ølstykke Sogn

I verdslig henseende hørte de 3 østlige sogne (Slagslunde, Ganløse og Farum) tidligere til 8. retskreds (daværende Hillerød købstad med Frederiksborg Birk) med tingsted og dommer i Hillerød, og til 7. politikreds i Hillerød; de 4 vestlige sogne (Snostrup, Ø., Stenløse og Veksø) derimod til 10. retskreds (daværende Frederikssund købstad og Horns Herred med Frederiksværk købstad og Halsnæs Birk) med tingsted og dommer i Frederikssund, og til 8. politikreds i Frederiksværk.

## Historie
Herredet hørte i middelalderen til Sjællands Østersyssel og hed oprindelig Jurlunde, senere Jørlunde Herred, efter Jurlunde ɔ: Hjørlunde Sogn (Jørlunde Sogn), og Græse Mølleå dannede herredets nordgrænse, men da Udesundby og Oppesundby samt Hjørlunde Sogn i 1562 lagdes ind under Lynge-Frederiksborg Herred, fik Ølstykke Herred sit nuværende navn. De tre østligste sogne, Slagslunde, Ganløse og Farum, hørte i det 18. århundrede til Københavns Amt, indtil hele det nuværende herred samledes under Frederiksborg Amt i år 1800. Ølstykke, eller Jørlunde, samt Strø Herred og Lynge Herred var i middelalderen og endnu længe efter reformationen sammenlagte til een (vistnok oprindelig gejstlig) jurisdiktion: Try Herred (Trygghæhæreth ɔ: de 3 herreder).

## Ekstern kilde/henvisning
- Ølstykke Herred i J.P. Trap: Kongeriget Danmark, udarbejdet af H. Weitemeyer (3. udgave, 2. bind, 1898)
- DIS-Danmark Amt-Herred-Sogn Arkiveret 22. oktober 2011 hos  Wayback Machine